# Dalbergia melanoxylon
El granadillo negro o granadilla (Dalbergia melanoxylon) es una especie emparentada con el granadillo rojo y que, al igual que este, es una leguminosa arbórea de gran altura perteneciente a la familia de las Fabáceas.

## Descripción
Es un árbol , alcanza 4 a 15 m de altura, con ritidoma (corteza) grisácea, espinoso; caducifolio, alternadas, de 6 a 22 cm de long., pinnadas, con 6 a 9 folíolos alternados. Las flores son blancas, producidas en densos racimos. El fruto es una legumbre de 3 a 7 cm de long., con una a dos semillas.

## Distribución
Se encuentra, fundamentalmente, en África (Angola, Congo, Kenia, Mozambique, Tanzania, Senegal, Etiopía, Sudán, Uganda, Zambia, Sudáfrica, Botsuana, Costa de Marfil, Chad, Nigeria, Zimbabue, etc.)

## Propiedades

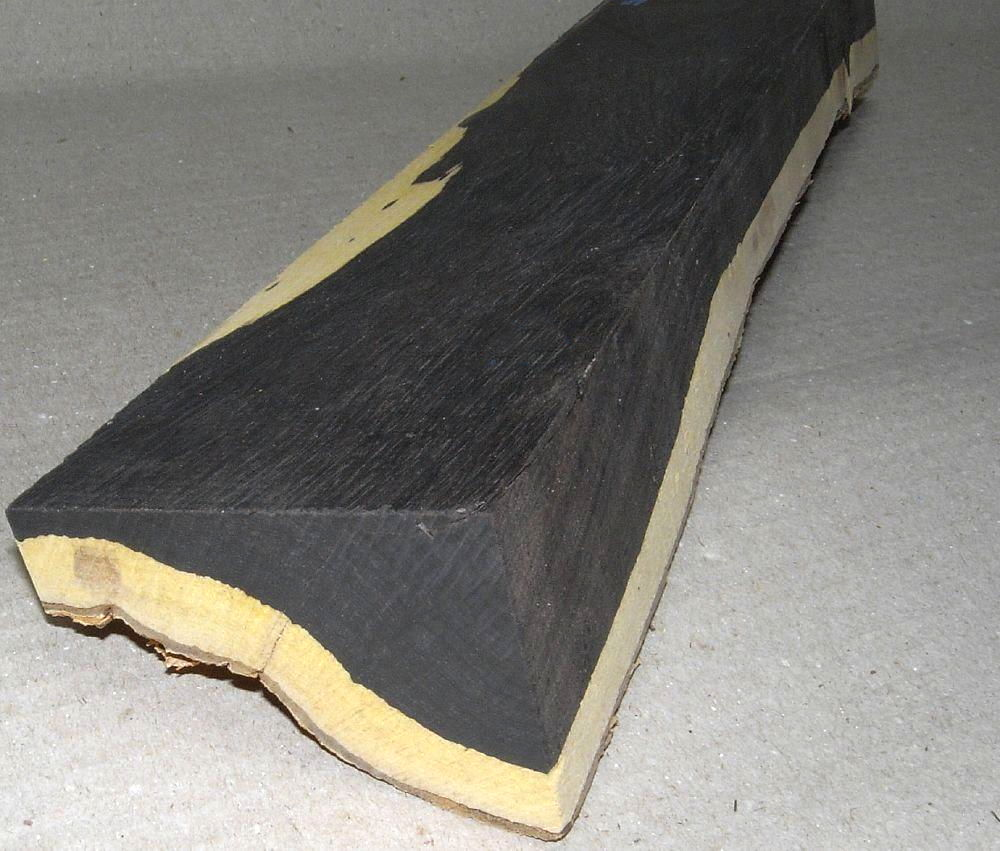
Madera de granadilla.

Su madera tiene propiedades especialmente convenientes para la fabricación de piezas en las que se exige una gran dureza y durabilidad como la adecuada para la fabricación de mangos de cubiertos, tornillería para ensamblado o mecanizado de instrumentos musicales.
Presenta una coloración muy oscura, casi negra, es medianamente nerviosa y de una gran dureza y densidad (aproximadamente 1,3 g/cm³), así como un difícil mecanizado.
En los instrumentos elementales de percusión, como las castañuelas, proporciona una riqueza de timbre muy característica. Se usa, además para la fabricación de instrumentos de viento, como el oboe, la flauta, la gaita o el clarinete ya que su permeabilidad al agua es prácticamente nula (por lo que es insensible a la natural condensación que se produce en la interpretación de las piezas musicales) y presenta baja dilatación por cambios de humedad. Una vez seca es prácticamente como el plástico. También se suele utilizar en el diapasón de guitarras de estudio como alternativa económica a maderas de mayor calidad como el palosanto o ébano.

## Taxonomía
Dalbergia melanoxylon fue descrita por  Guill. & Perr. y publicado en Florae Senegambiae Tentamen 1: 227, pl. 53.
Sinonimia
- Amerimnon melanoxylon (Guill. & Perr.) Kuntze
- Amerimnon stocksii (Benth.) Kuntze
- Dalbergia stocksii Benth.[2]